# Święty Józef cieśla
Święty Józef cieśla też Pracownia stolarska, Chrystus w warsztacie cieśli (fr. Saint Joseph charpentier) – obraz francuskiego malarza Georges’a de La Toura.

## Opis
Temat obrazu został zaczerpnięty z legend o Józefie Cieśli, z greckiego tekstu z V i VI wieku. Dzieciństwo Jezusa opisują apokryficzne źródła, między innymi Ewangelia Dzieciństwa Tomasza. Ewangelie kanoniczne nie wspominają o okresie życia Jezusa pomiędzy jego narodzinami a okresem działalności. Pod koniec XVI wieku postać Józefa nabierała coraz większego znaczenia. W okresie kontrreformacji w postaci Józefa, przedstawianego w podeszłym wieku, widziano uosobienie cnót człowieka skromnego, ciężko pracującego i oddanego Bogu. Zmiana sposobu przedstawiania Józefa wiązała się z dokonywanymi zmianami społecznymi, gdzie podkreślano rolę rodziny w życiu człowieka.
Obraz przedstawia Józefa i jego syna pracujących w stolarni. Ogromna postać cieśli wyłania się z ciemności, a jego twarz i spracowane ręce oświetlane są przez światło świecy trzymanej przez dziecko. Blask świecy przenika przez dłoń chłopca, stanowiąc kolejny sposób przedstawienia oświetlenia stosowany przez La Toura. Wokół postaci widoczne są porozrzucane narzędzia stolarskie. Nie ma pewności, kim jest chłopiec. Większość badaczy identyfikuje go z małym Jezusem, ale istnieją opinie, iż może to być anioł, który kolejny raz ukazuje się Józefowi.

La Tour w tym samym okresie namalował Sen świętego Józefa, gdzie zwiastujący Anioł jest w podobny sposób oświetlony. Blask świecy może być symbolem przyszłego narodzenia Jezusa, zgodnie ze słowami: 

Ja jestem światłością świata. Kto idzie za Mną, nie będzie chodził w ciemności, lecz będzie miał światło życia. (J 8, 12)

 Pochylony Józef wierci świdrem otwór w drewnianej belce. Może to nawiązywać do otworów po gwoździach jakie powstały po ukrzyżowaniu Chrystusa. Belki i pozycja świdra ułożone są w pozycji krzyża, co metaforycznie nawiązuje do śmierci Jezusa na Golgocie.
Pracownia stolarska, a głównie postać Józefa, jest porównywana do dzieła innego mistrza światła i cienia Caravaggia  Nawrócenie w drodze do Damaszku i postaci giermka świętego Pawła.

## Fragmenty obrazu

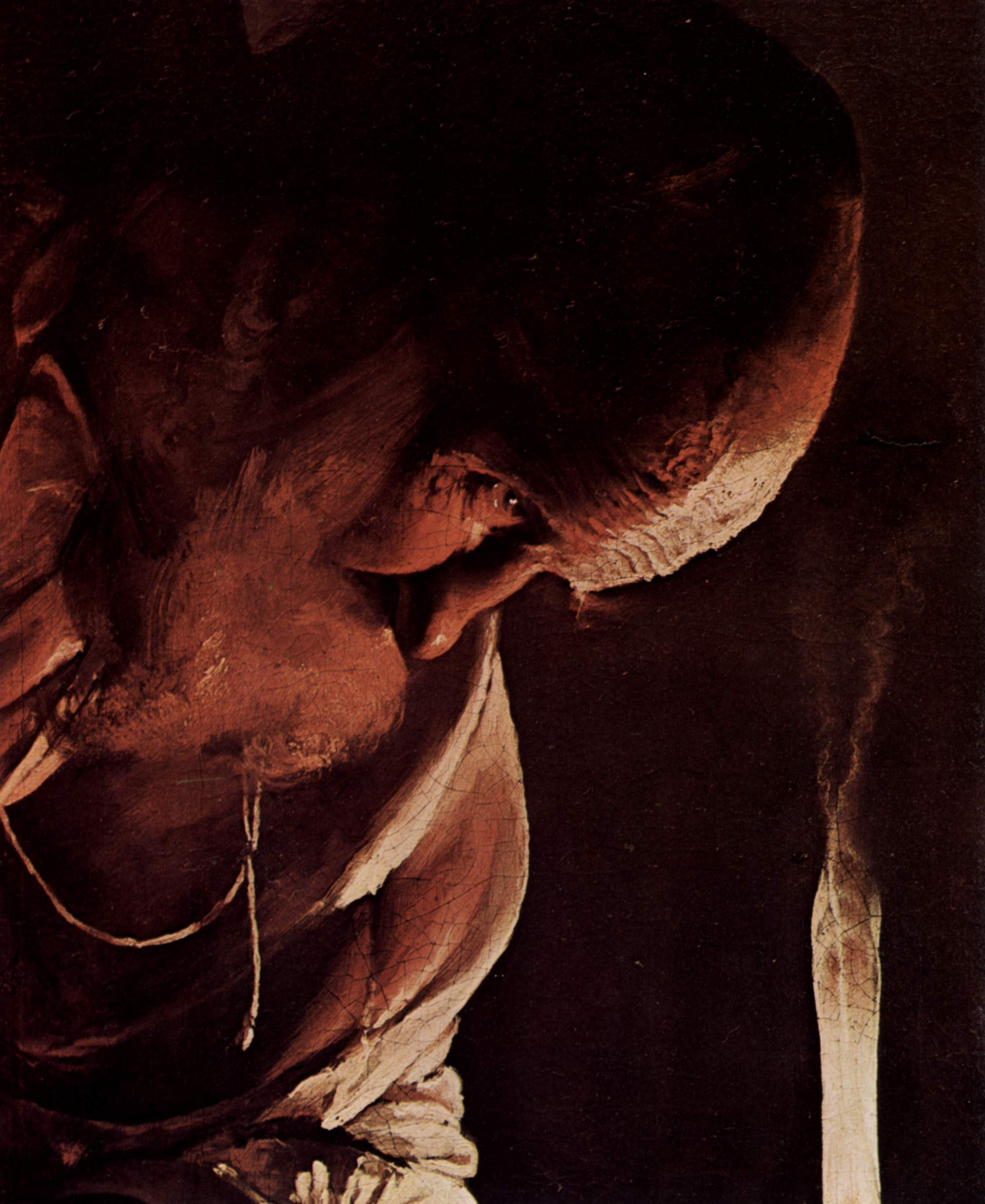
Pochylony Józef w blasku świecy
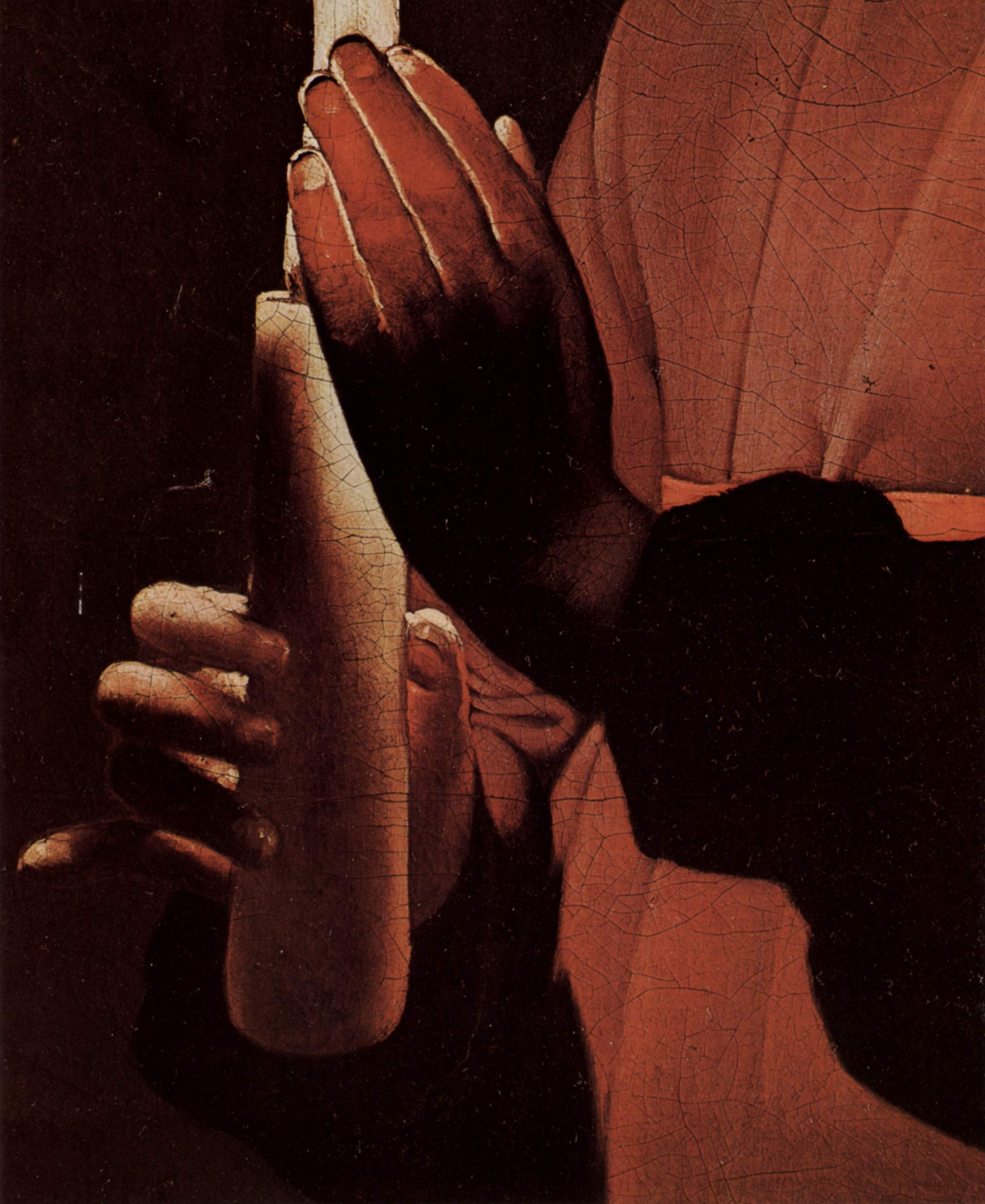
Blask świecy przenikający przez dłoń Jezusa
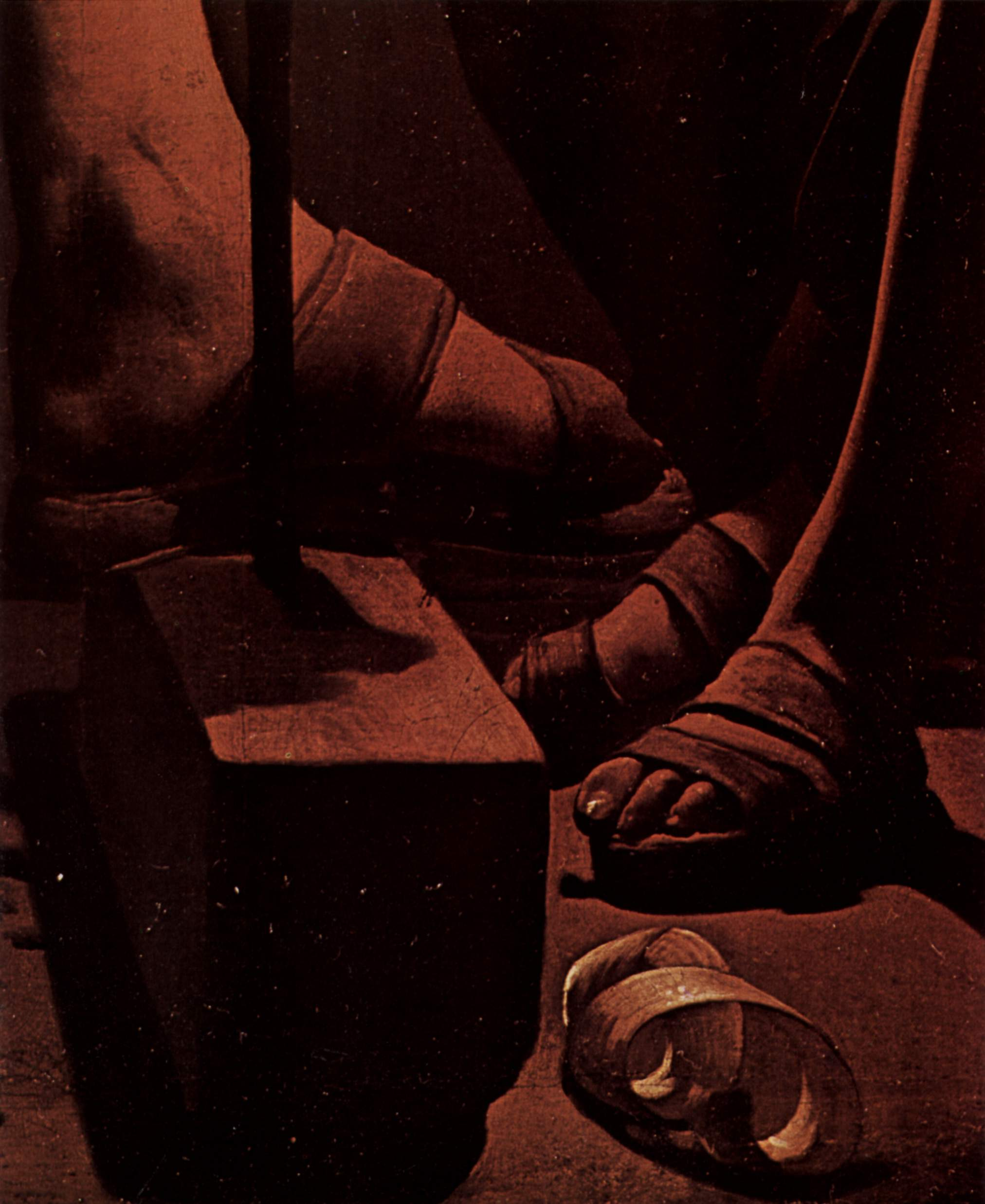
Świder i wióry (narzędzie wraz z belką tworzą kształt krzyża)